# Zinegoak
Zinegoak es el festival internacional de cine LGBTIQ+  que se celebra anualmente en Bilbao, País Vasco. En el festival se proyectan largometrajes de ficción, largometrajes documentales, cortometrajes de ficción, cortometrajes documentales y obras experimentales, entre otras propuestas escénicas junto con gran variedad de actividades en el entorno de la capital vasca. La primera edición tuvo lugar el 22 de enero de 2004.

## Denominación
La denominación oficial en euskera de este festival comenzó siendo Bilbaoko gay/lesbo/trans nazioarteko zinemaldia (en castellano Festival internacional de cine gay/lesbo/trans de Bilbao). A partir de 2010 también se le puso el nombre en inglés: Bilbao International GLT Film Festival. Y a partir de 2011 se llama oficialmente el Festival Internacional de Cine y Artes Escénicas Gaylesbitrans de Bilbao. Actualmente la denominación oficial es Festival Internacional de Cine y Artes Escénicas LGTBIQ+ de Bilbao.

## Organización
El festival lo organiza Hegoak. Según esta asociación, la necesidad de un festival de cine sobre temas de gays, lesbianas y transexuales era evidente en cualquier ciudad. La industria fílmica suele prescindir de otras formas de relacionarse. Las películas LGTBIQ+ no son fáciles de distribuir y no llegan al mercado, aunque existen. Para paliar esta carencia se creó Zinegoak, que durante varios días al año permitió consumir otros productos. A partir del año 2017 se creó la Asociación Zinegoak Elkartea como entidad gestora del festival.

Su director Pau Guillén cree que
Zinegoak aporta una mirada desde la cultura a todos los temas relacionados con diversidad sexual, con identidad y con género. Parece que estos temas se tienen que tratar de forma disociada, que cuando se habla de diversidad se tiene que hablar desde cierto punto, pero creemos que se puede tratar desde muchos más espacios. Nosotros apostamos porque ese tratamiento se realice desde la cultura y desde el cine, en espacios de ocio, en espacios relajados, donde también se pueda dar la reflexión, pero con algo tan sencillo como disfrutar de una película, y que además esa película te aporte algo.

## Secciones y sedes
Utiliza varios escenarios como la sala Bilborock o el Centro Azkuna y habitualmente durante el mes de febrero aunque en 2021 se celebró en marzo. Desde 2005 la inauguración del certamen es en el Teatro Arriaga. También se utilizaron los cines Capitol hasta su cierre. A partir de 2011 se proyectan películas en los cines Golem de Alhóndiga y cuentan con actuaciones en otras salas como Fnac, Cineclub FAS, Sala BBK, Sala La Fundición, Museo Guggenheim Bilbao...
Cuenta con tres secciones oficiales: FIK (ficción), DOK (documentales) y KRAK (nuevas narrativas) y gracias a la ZG HEDAPENA numerosas obras y actividades se llevan fuera de Bilbao, a poblaciones del País Vasco y Navarra como, por ejemplo, en 2019, se realizaron las proyecciones de Zinegoak en Arceniega y Llodio en Álava; Larrabetzu Abadiño, Bakio, Balmaseda, Barakaldo, Basauri, Berriz, Bermeo, Derio, Galdácano, Guecho, Igorre, Lejona, Larrabetzu, Tolosa, Deva, Portugalete, Sestao, Abadía, Sopelana, Ugao, Orduña y Zamudio en Vizcaya; Anoeta, Mondragón, Azpeitia, Vergara, Deva, San Sebastián, Hernani, Fuenterrabía, Oyarzun, Oñate, Tolosa, Urnieta, Zarauz, Cizúrquil y Zumaya en Guipúzcoa; Ansoáin, Elizondo, Pamplona, Estella, Tafalla y Tudela en Navarra.

## Premios
- Premio honorífico

- Premio al Mejor Largometraje de Ficción , otorgado por el Jurado Internacional.
- Premio a la Mejor Dirección en Largometraje de Ficción, otorgado por el Jurado Internacional.
- Premio al Mejor Documental, otorgado por el Jurado Internacional.
- Premio del Público Mejor Cortometraje.
- Premio Lesbianismo y Género otorgado por el Área de Igualdad, Cooperación y Ciudadanía del Ayuntamiento de Bilbao.
- Premio Diversidad y Derechos Humanos otorgado por la Dirección General de Igualdad, Cooperación y Derechos Ciudadanos de la Diputación Foral de Bizkaia.
- Premio al Mejor Largometraje Experimental otorgado por un jurado especializado.
- Premio al Mejor Cortometraje Experimental, otorgado por un jurado especializado.
- Premio a la Mejor Interpretación Principal otorgado por la Unión de Actores Vascos.
- Premio  a la Mejor Interpretación Secundaria otorgado por la Unión de Actores Vascos.
- Premio de la Juventud al Mejor Cortometraje otorgado por alumnos de diferentes escuelas y organizaciones estudiantiles.